# 2017年夏季世界大學運動會桌球比賽
2017年夏季世界大學運動會乒乓球比賽於2017年8月22日至8月29日在新莊體育館舉行。

## 獎牌榜
| 排名 | 国家／地区      | 金牌 | 银牌 | 铜牌 | 總數 |
| ---- | --------------- | ---- | ---- | ---- | ---- |
| 1    | 日本（JPN）     | 3    | 3    | 1    | 7    |
| 2    | 韩国（KOR）     | 3    | 1    | 2    | 6    |
| 3    | 中国（CHN）     | 1    | 0    | 1    | 2    |
| 4    | 中华台北（TPE） | 0    | 2    | 5    | 7    |
| 5    | 朝鲜（PRK）     | 0    | 1    | 3    | 4    |
| 6    | 法国（FRA）     | 0    | 0    | 1    | 1    |
| 6    | 罗马尼亚（ROU） | 0    | 0    | 1    | 1    |
| 總計 | 總計            | 7    | 7    | 14   | 28   |

## 獲勝者
| 項目              | 金牌                                                              | 银牌                                                               | 铜牌                                                                      |
| 男子單打 （詳細） | 森薗政崇（日本）                                                  | 陳建安（中华台北）                                                 | 朴申赫（朝鲜）                                                            |
| 男子單打 （詳細） | 森薗政崇（日本）                                                  | 陳建安（中华台北）                                                 | Alexandre Robinot（法国）                                                 |
| 女子單打 （詳細） | 田志希（韩国）                                                    | 鄭怡靜（中华台北）                                                 | 金松怡（朝鲜）                                                            |
| 女子單打 （詳細） | 田志希（韩国）                                                    | 鄭怡靜（中华台北）                                                 | 瑟奇·贝尔纳黛特（罗马尼亚）                                               |
| 男子雙打 （詳細） | 日本（JPN） · 森薗政崇 · 大島祐哉                                 | 韩国（KOR） · 張禹珍 · 林鐘勳                                      | 中华台北（TPE） · 陳建安 · 江宏傑                                         |
| 男子雙打 （詳細） | 日本（JPN） · 森薗政崇 · 大島祐哉                                 | 韩国（KOR） · 張禹珍 · 林鐘勳                                      | 中华台北（TPE） · 李佳陞 · 廖振珽                                         |
| 女子雙打 （詳細） | 日本（JPN） · 成本綾海 · 山本怜                                   | 朝鲜（PRK） · 车孝心 · 金南慧                                      | 日本（JPN） · 安藤みなみ · 鈴木李茄                                       |
| 女子雙打 （詳細） | 日本（JPN） · 成本綾海 · 山本怜                                   | 朝鲜（PRK） · 车孝心 · 金南慧                                      | 韩国（KOR） · 田志希 · 李恩惠                                             |
| 混合雙打 （詳細） | 韩国（KOR） · 張禹珍 · 田志希                                     | 日本（JPN） · 吉村和弘 · 安藤みなみ                                | 中华台北（TPE） · 廖振珽 · 陳思羽                                         |
| 混合雙打 （詳細） | 韩国（KOR） · 張禹珍 · 田志希                                     | 日本（JPN） · 吉村和弘 · 安藤みなみ                                | 朝鲜（PRK） · 朴申赫 · 金南慧                                             |
| 男子團體 （詳細） | 中国（CHN） · 陳鑫 · 孔令軒 · 賴佳新 · 於子洋 · 朱霖峰            | 日本（JPN） · 森薗政崇 · 大島祐哉 · 龍崎東寅 · 吉田雅己 · 吉村和弘 | 中华台北（TPE） · 陳建安 · 江宏傑 · 李佳陞 · 廖振珽 · 孫嘉宏              |
| 男子團體 （詳細） | 中国（CHN） · 陳鑫 · 孔令軒 · 賴佳新 · 於子洋 · 朱霖峰            | 日本（JPN） · 森薗政崇 · 大島祐哉 · 龍崎東寅 · 吉田雅己 · 吉村和弘 | 韩国（KOR） · An Jun-hee · Baek Kyung-jun · 張禹珍 · Kim Seok-ho · 林鐘勳 |
| 女子團體 （詳細） | 韩国（KOR） · An Yeong-un · 田志希 · 金佳映 · Kim Hyo-mi · 李恩惠 | 日本（JPN） · 安藤南 · 池上玲子 · 成本綾海 · 鈴木李茄 · 山本怜     | 中华台北（TPE） · 陳思羽 · 鄭先知 · 鄭怡靜 · 林珈芝 · 劉昱昕              |
| 女子團體 （詳細） | 韩国（KOR） · An Yeong-un · 田志希 · 金佳映 · Kim Hyo-mi · 李恩惠 | 日本（JPN） · 安藤南 · 池上玲子 · 成本綾海 · 鈴木李茄 · 山本怜     | 中国（CHN） · 孫晨 · 王姝 · 鄭詩暢 · 周欣彤                               |

## 外部連結
- 2017年夏季世界大學運動會－桌球